# İsmail Küçükkaya
İsmail Küçükkaya (ejtsd: [ˈismail kʏt͡ʃʏkkaja]; Kütahya, 1970. január 20. –) török újságíró és író.

## Életrajz
İsmail Küçükkaya 1970-ben született Kütahyában. Karrierjét újságíróként kezdte a Hürriyet napilapnál 1993-ban. 1993-ban szerzett újságírói diplomát a Gazi Egyetemen.

## jegyzet
1. 1 2  https://www.cnnturk.com/ajanda/ismail-kucukkaya-kimdir-iste-kariyeri
2. ↑  https://www.cnnturk.com/ajanda/ismail-kucukkaya-kimdir-iste-kariyeri

## Egyéb projektek
- Wikimedia Commons contiene immagini o altri file su İsmail Küçükkaya